# Brasilotitan nemophagus
Brasilotitan é um gênero de dinossauro do clado Titanosauria do Cretáceo Superior do Brasil. Viveu nas redondezas do atual estado de São Paulo, a cerca de 85 milhões de anos atrás. 
Há uma única espécie descrita para o gênero Brasilotitan nemophagus. 

## História e descoberta
Seus restos fósseis foram encontrados pelo paleontólogo brasileiro William Roberto Pava, próximo a rodovia Raposo Tavares, que fica no município de Presidente Prudente, em São Paulo. Sendo da Formação Adamantina, esses vestígios são datados dos estágios Turoniano-Santoniano, tendo cerca de 85 milhões de anos.
Os fósseis do Brasilotitan estão entre os dinossauros mais completos do Brasil. Foram descobertos partes da mandíbula, algumas vértebras, uma pata e pedaços da pélvis.

## Fósseis
A característica óssea mais marcante desse dinossauro é sua mandíbula "quadrada" que se assemelha com a mandíbula do Antarctosaurus e do Bonitasaura, outros dois gêneros de saurópodes presentes no Brasil. Além disso, as vertebras do Brasilotitan são diferentes dos fósseis de qualquer outro dinossauro descoberto no Brasil até então, o que distancia ele dos demais. Também foram encontradas marcas de mordidas nos restos mortais do dinossauro, o que indica a presença de predadores ou necrófagos em sua morte.

## Paleoecologia

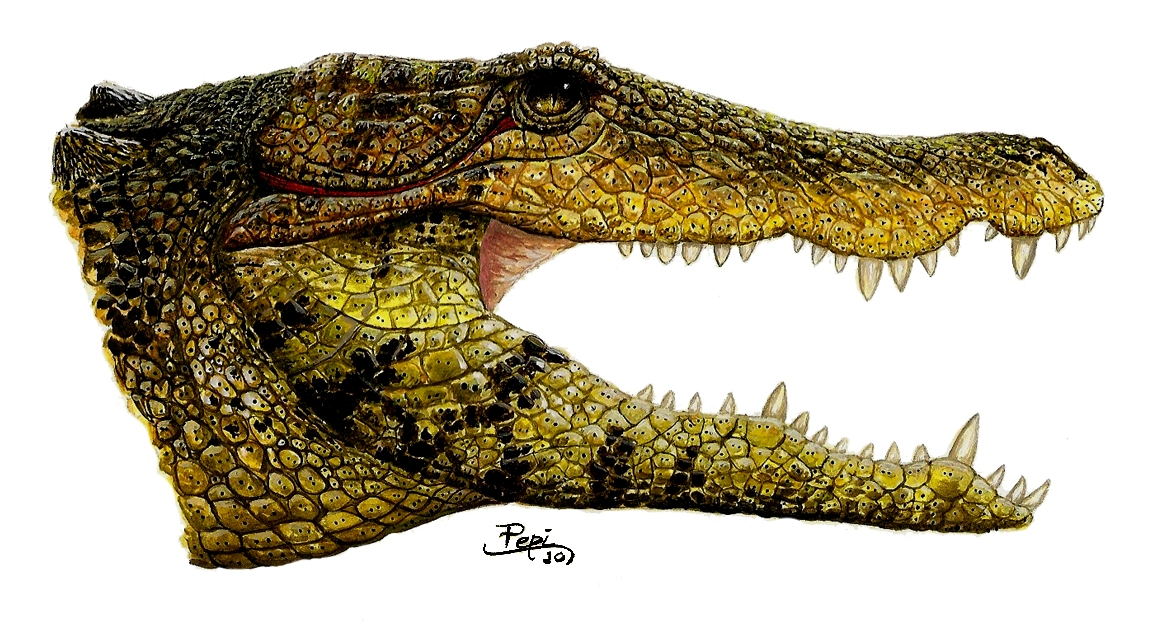
O Barreirosuchus era um dos maiores preadores da região.

O ambiente que o Brasilotitan habitava era um semiárido, com uma floresta seca e quente e com pouca presença de rios e lagos. Assim possuia características semelhantes a atual Caatinga, no Nordeste. Apesar de pertencer a um grupo de grandes dinossauros, possuia somente 8 metros de comprimento e aproximadamente 3 metros de altura. Sendo um herbívoro, se alimentava principalmente de arbustos e vegetação rasteira.

Convivia com outros saurópodes, mas principalmente com crocodilomorfos que infestavam os poucos corpos de água, entre eles estão o Barreirosuchus franciscoi, o Baurusuchus salgadoensis e o Montealtosuchus arrudacamposi, que alcançava dois metros e caçava grandes animais, incluindo dinossauros. Também convivia com uma espécie de iguana, a Brasiliguana prudentis, que deveria habitar os sertões a dentro.